# Длинный разгибатель пальцев
Длинный разгибатель пальцев (лат. Musculus extensor digitorum longus) — мышца голени передней группы.
Располагается снаружи от передней большеберцовой мышцы (лат. M. tibialis anterior). В нижней трети голени между ними проходит сухожилие длинного разгибателя большого пальца.
Мышца начинается от верхней трети большеберцовой кости, от головки и переднего края малоберцовой кости, от межкостной перепонки голени, передней межмышечной перегородки голени, фасции голени. Затем мышца направляется вниз, постепенно суживается и переходит в узкое длинное сухожилие, которое проходит под лат. retinaculum mm. extensorum inferius в латеральном канале. Ещё до вступления в канал сухожилие разделяется на четыре тонких отдельных сухожилия, которые, перейдя на тыльную поверхность стопы, прикрепляются к основанию проксимальных и дистальных фаланг четырёх меньших пальцев стопы — от II до V. У места прикрепления к проксимальной фаланге каждое из сухожилий делится на три пучка. Средней пучок заканчивается на основании проксимальной фаланги, а оба крайних — на основании дистальной фаланги.

## Функция
Вместе с третьей малоберцовой мышцей (лат. m. peroneus tertius) разгибает стопу, приподнимает её латеральный край (пронация) и отводит стопу. При укреплённой стопе мышца наклоняет голень вперёд, приближая её к тылу стопы. Разгибает четыре пальца стопы (II—V).